# Krieger-Gnädig

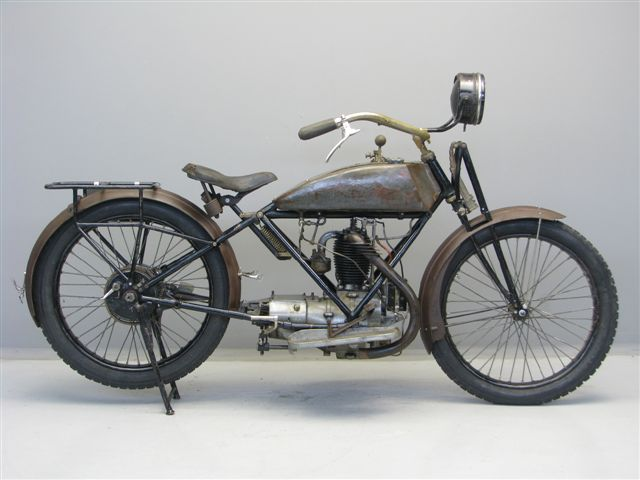
Krieger-Gnädig 500 cc (1922)

Die Motorradmarke Krieger-Gnädig, besser bekannt als K.G., wurde 1919 als Motorfahrzeugbau Gebrüder Krieger in Suhl gegründet. Die Marke wechselte häufig Besitzer und Firmennamen. So wurde sie 1922 von der Cito-Werke AG in Suhl und Köln-Sülz (Luxemburger Straße, rechte Seite, heute Mercedes-Benz) aufgekauft. Cito wurde wiederum von der Köln-Lindenthaler Metallwerke AG (Allright), ebenfalls in Köln-Sülz, übernommen. Ab 1927 gehörte K.G. zu Paul Henkel Fahrradbau in Mäbendorf bei Suhl.

## Geschichte
Karl Krieger war der Chauffeur von Kaiser Wilhelm II. Er und seine Brüder Oskar, Max und Peter waren begeistert von der Flugzeugtechnik. Karl Krieger ließ sich beurlauben, um sein eigenes Flugzeug zu bauen, wobei der Motor von Wilhelm II. gestiftet worden sein soll. Die Krieger-Brüder bauten ihren ersten Eindecker, auf dem Karl Krieger 1911 die Prüfung für seine Fluglizenz bestand.
Nach dem Ersten Weltkrieg durfte das Deutsche Reich aufgrund des Versailler Vertrages keine Flugzeuge mehr unterhalten, so dass der Flugzeugbau in Deutschland nahezu gänzlich zum Erliegen kam. Daraufhin wandten sich Oskar, Peter und Max Krieger dem Motorradbau zu und fanden mit dem Konstrukteur Franz Gnädig einen Mitstreiter. Gemeinsam entwickelten sie ein Motorrad mit Kardanantrieb – das erste in Deutschland – drei Jahre vor dem Erscheinen der bekannten BMW R 32 1923. Der eigene obengesteuerte Einzylinder-Blockmotor mit 500 cm³ Hubraum war zur automatischen Schmierung mit zwei Ölpumpen ausgerüstet. Viele weitere neuartige Ideen flossen in diese Konstruktion ein, wie etwa austauschbare Räder mit Steckachse, gekapselte Kardanwelle, ein neuartiges Bremssystem usw. Die schlechte Wirtschaftslage und hohe Fertigungskosten führten zur Übernahme durch die Cito-Werke im Jahr 1922, die wiederum ein Jahr später von den Köln-Lindenthaler Metallwerken (Allright) gekauft wurden. Ab 1927 baute dann der Fahrradbauer Paul Henkel, ein Ex-Techniker von Cito und den KLM, diese Maschinen in Kleinserie weiter.
Nachdem K.G. von Cito übernommen worden war, stellten die Krieger-Brüder noch von 1925 bis 1926 einen Wagen, den K-2, her. Franz Gnädig schied ebenfalls nach der Übernahme aus dem Unternehmen aus.
Die K.G.-Motorräder waren bei zahllosen Rennen und Zuverlässigkeitsfahrten sehr erfolgreich.